# Heino von Damnitz
Heino Ferdinand Gerhard Manu von Damnitz (* 11. April 1934 in Dar-es-Salaam, britisches Mandatsgebiet Tanganjika; † 13. März 2020 in Chelle-Debat, Frankreich) war ein deutscher Maler und Zeichner.

## Leben und Werk
Heino von Damnitz' Eltern lebten in der ehemaligen Kolonie Deutsch-Ostafrika (damals als Völkerbundsmandat Tanganjika) als Farmer, kehrten aber 1936 mit dem kleinen Kind nach Deutschland zurück.
In der Kindheit und Jugend erlebte Heino von Damnitz den Nationalsozialismus, die Entbehrungen und das Grauen des Kriegs. Traumatisierende Erfahrungen aus dieser Zeit prägten seine Lebenshaltung, sein Menschenbild und seine Kunst. Seine künstlerische Begabung trat zunächst durch Illustrationen in seinen Schulheften zutage. Ab seinem 12. Lebensjahr zeichnete und aquarellierte er hauptsächlich Menschen. Nach dem Abitur 1954 und einiger Zeit der Orientierung zog von Damnitz nach München und studierte dort Philosophie und Journalistik. Er begann ein Kunsterzieherstudium und besuchte die Kunstakademie. Nebenher malte er, bewegte sich in der Schwabinger Szene und gründete mit Gleichgesinnten den Damnitz Verlag GmbH, einen Verlag für Kunst und Kultur. Er arbeitete als Journalist. 1961 heiratete er und zog mit seiner Frau nach München-Grünwald, wo er sich ein Atelier einrichtete. Aus der Ehe gingen zwei Kinder hervor.
Nachdem er zunächst weiterhin redaktionell arbeitete und für Trickfilmprojekte zeichnete, beschloss er um 1970 endgültig, auf autodidaktischem Weg freier Maler zu werden. Ab Mitte der 1970er Jahre fuhr die Familie regelmäßig in die Toskana. Sie fanden dort Freunde und erwarben eine Wohnstätte, in die sie sich ein bis zwei Mal im Jahr zurückzogen. Das dortige Leben bildete ein wichtiges Thema in den Bildern von Heino von Damnitz.
1979 fand die erste Ausstellung in der Galerie Hermeyer in München-Schwabing statt. In den 1980er Jahren und zu Beginn der 1990er Jahre folgten weitere Einzel- und Gruppen-Ausstellungen in Deutschland. 1994 machte er mit Frau und Schwiegermutter einen Neustart in Südfrankreich, im Département Hautes-Pyrénées mit Blick auf die Berge. Es folgten Ausstellungen in Galerien der Gegend.

## Werk
Um 1960 begann Heino von Damnitz abstrakt zu malen, später wechselte er zu figurativ-expressiver Malerei. In seinen Arbeiten hinterfragte er kritisch gesellschaftliche Zustände der Gegenwart. Leichte Einflüsse von Goya, Daumier, James Ensor und Francis Bacon sind erkennbar. Heino von Damnitz erlangte im Zusammenhang mit den „Jungen Wilden“ Bekanntheit. Zu seinem Gesamtwerk gehören auch Zeichnungen, die er mit Tusche, Tinte und Pastell in verknappten, dichten Strichlagen gestaltete.

## Werke (Auswahl)
- Sich-An-und-Ausziehende, 1985, Öl und Acryl auf Leinwand, 100 × 130 cm, Städtische Galerie Würzburg[5]
- Zwischenraum Ia, 1990 und Zwischenraum Ib, 1990, Leinwand auf weißes Papier montiert Acryl, 55 × 75,5 cm, Bayerische Staatsgemäldesammlungen[6]